# 段山町停留場
段山町停留場（日语：／ Daniyamamachi teiryūjō */?），又稱段山町電車站，是位於熊本縣熊本市中央區段山本町和古京町，熊本市交通局（熊本市電）上熊本線的電車站。車站編號為B5。B系統停靠此站。

## 歷史
- 1929年（昭和4年）6月20日 - 車站啟用。
- 1935年（昭和10年）3月24日 - 車站遷移。

## 電車站構造
此電車站設有2面2線的相對式低地台月台。月台與路邊行人路之間設有沒有燈口的行人過路處。在本妙寺入口一方設有折返設備。

### 運行系統
此電車站是上熊本線電車站之一。■B系統會駛入此站。
| 月台 | 路線               | 上下行 | 方向                                   | 備註                                 |
| ---- | ------------------ | ------ | -------------------------------------- | ------------------------------------ |
| 西邊 | ■B系統（上熊本線） | 上行   | 本妙寺入口、上熊本方向                 |                                      |
| 東邊 | ■B系統（上熊本線） | 下行   | 辛島町、通町筋、水前寺公園、健軍町方向 | 熊本站前方向於辛島町電車站轉乘■A系統 |

## 使用狀況
| 1日上下車人次變化 | 1日上下車人次變化 |
| 年度              | 1日平均人次       |
| ----------------- | ----------------- |
| 2011年            | 468               |
| 2012年            | 412               |
| 2013年            | 459               |
| 2014年            | 493               |
| 2015年            | 595               |

## 電車站周邊
車站位於熊本市舊區北端。車站南邊設有日式糖果店。
- 熊本城公園
  - 藤崎台縣營棒球場（日语：藤崎台県営野球場）
  - 熊本縣護國神社
  - 熊本市立熊本博物館（日语：熊本市立熊本博物館）
  - 舊細川刑部邸
  - 熊本縣立美術館本館
- 產交的士（日语：産交タクシー）總部
- 熊本縣酒造研究所株式會社

以下設施位於井芹川對面岸，需步行8〜15分鐘才可到達。
- 島田美術館（日语：島田美術館）
- 三賢堂（日语：三賢堂）
- 釣耕園（日语：釣耕園）
- 青磁野復健醫院
- 慈惠醫院（日语：慈恵病院）
- 雙葉（日语：フタバ (熊本県)）總部
- 熊本市立千原台高等學校（日语：熊本市立千原台高等学校）
- 熊本南警署（日语：熊本南警察署）島崎交番

## 巴士路線
- 「段山」巴士站

- 電車通一方站位

熊本都市巴士 - 第一環狀線（站1、站2系統）、上熊本車廠〔經段山〕線（島3系統）
產交巴士 - 太郎迫〔經西里站前〕線（新3系統）、萬樂寺〔經荒神入口、北區公所〕線（新4系統）、芳野〔金峰山、河內溫泉方向〕線（新6系統）
- YMCA一方站位（比較接近蔚山町電車站）

熊本都市巴士 - 島崎保田窪線（島1、島2、味1、味2系統）

## 相鄰電車站
熊本市交通局
■B系統（上熊本線）
杉塘（B4）－段山町（B5）－蔚山町（B6）

## 注腳
1. ↑  国土数値情報(駅別乗降客数データ)  （页面存档备份，存于）（日語） - 國土交通省，2018年3月27日參閲

## 外部連結
- 熊本市交通局 （页面存档备份，存于）（日語）